# 大久保站 (京都府)

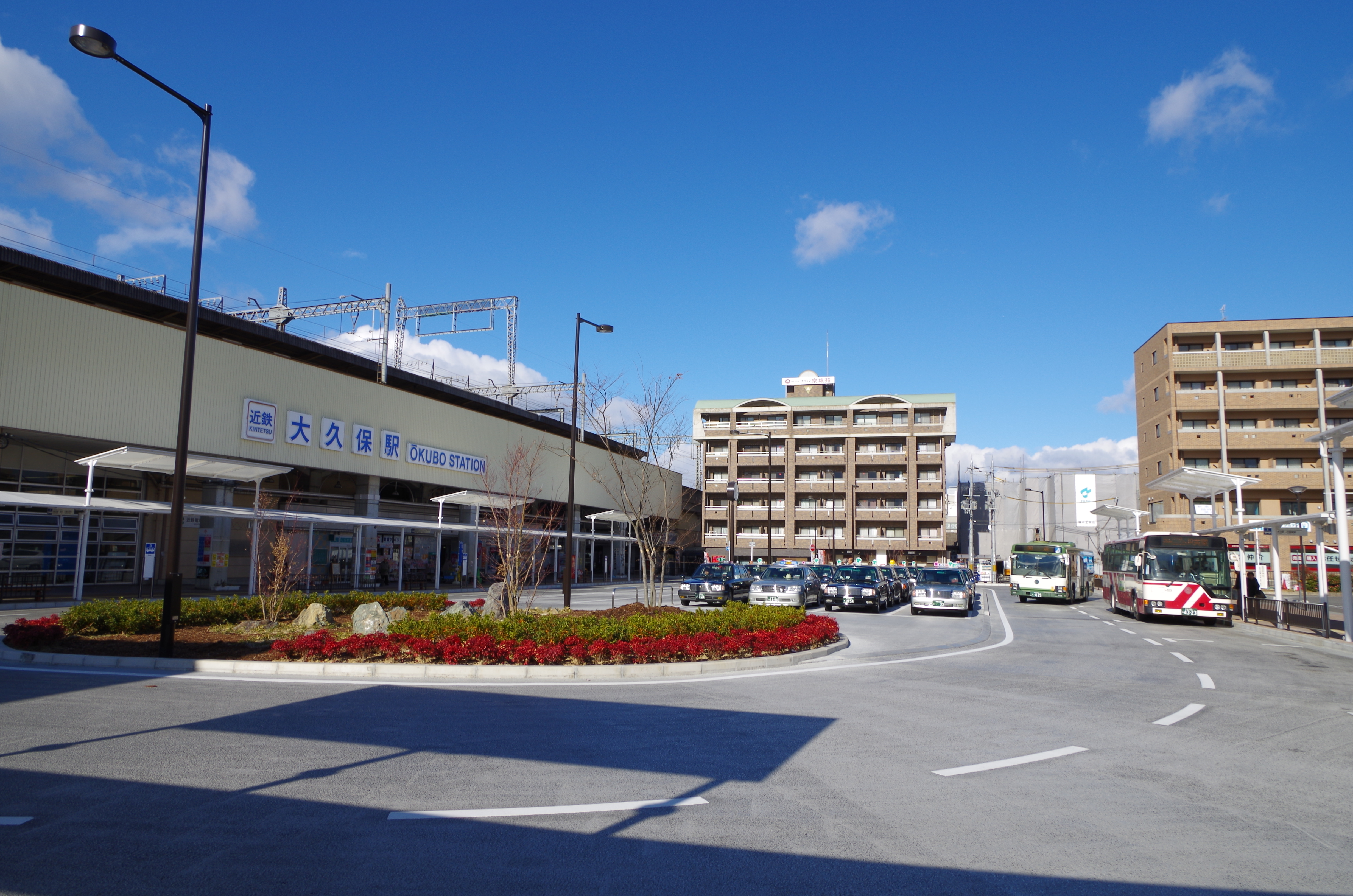
東口和站前廣場(2013年1月)

大久保站（日语：／ Ōkubo eki */?）是一個位於日本京都府宇治市廣野町西裏，屬於近畿日本鐵道（近鐵）京都線的鐵路車站。設有站長管理向島站－富野莊站間。車站編號為B12。

## 車站構造

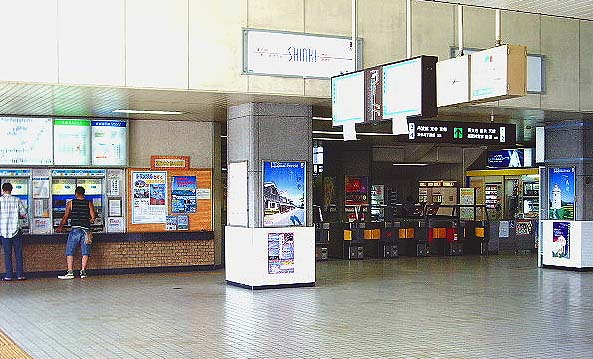
驗票口(2006年8月)

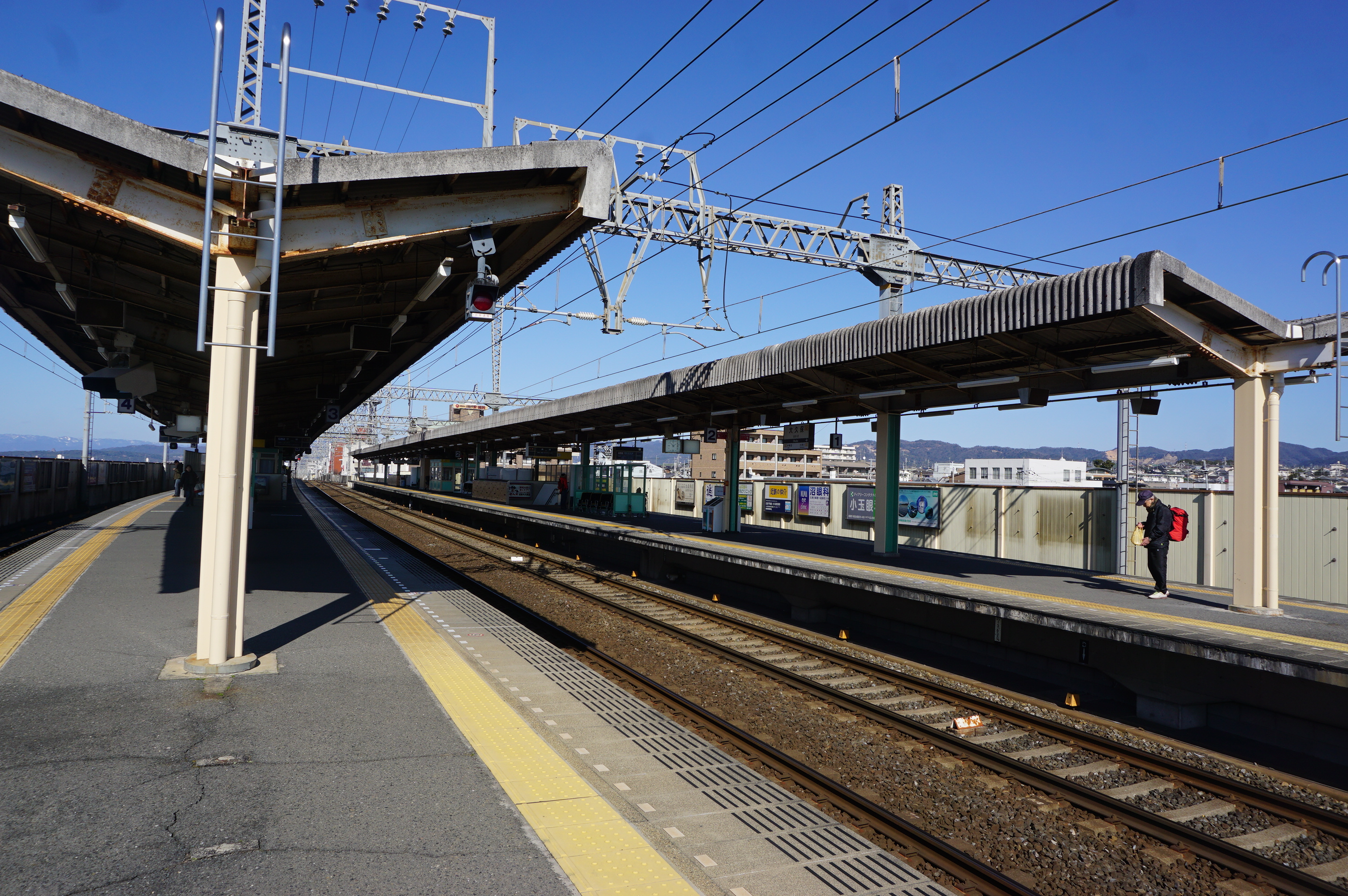
月台(2020年2月)

本站為島式2面4線，設有待避設備的高架車站。月台有效長度為6節。閘口只設有1處。

### 月台配置
| 月台 | 路線   | 方向 | 目的地                                                          |
| ---- | ------ | ---- | --------------------------------------------------------------- |
| 1、2 | 京都線 | 下行 | 新田邊、大和西大寺、奈良、天理、 橿原神宮前、吉野、大阪難波方向 |
| 3、4 | 京都線 | 上行 | 丹波橋、京都、京都國際會館方向                                  |

## 使用情況
近年此站的1日上下車人次的調查結果如下表。
- 2018年11月13日：25,445人
- 2015年11月10日：24,813人
- 2012年11月13日：25,349人
- 2010年11月9日：26,217人
- 2008年11月18日：27,547人
- 2005年11月8日：28,635人

## 相鄰車站
近畿日本鐵道
 京都線
■急行
桃山御陵前（B08）－大久保（B12）－新田邊（B16）
■準急、■普通
伊勢田（B11）－大久保（B12）－久津川（B13）

## 外部連結
- 大久保 - 近畿日本鐵道